# Parachiton indecorus
Parachiton indecorus är en blötdjursart som först beskrevs av Kaas och Van Belle 1990.  Parachiton indecorus ingår i släktet Parachiton och familjen Leptochitonidae. Inga underarter finns listade i Catalogue of Life.